# Deutsche Cadre-71/2-Meisterschaft 2021/22

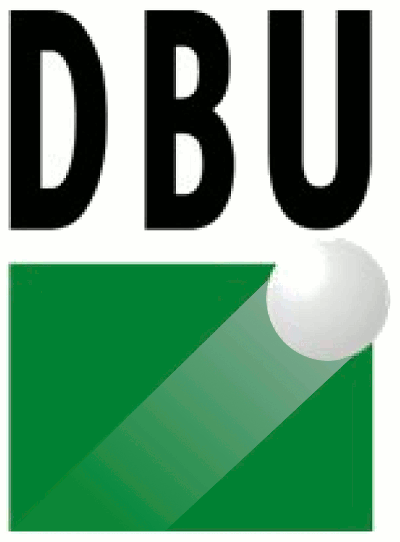
Logo DBU (ausrichtender Verband)

Veranstaltungsort: Herten

<div 
Die Deutsche Cadre-71/2-Meisterschaft 2021/22 ist eine Billard-Turnierserie und fand am 25. April 2022 in Herten zum 71. Mal statt.

## Geschichte
Leider hatte nur ein Teilnehmer in der Qualifikation zur Deutschen Meisterschaft den erforderlichen Generaldurchschnitt erreicht. Somit traf der Titelverteidiger Sven Daske nur auf den Dortmunder Christian Pöther vom ABC Merklinde. In keiner Phase konnte Pöther seine Klasse nachweisen und verlor klar alle drei Partien. Damit gewann Daske seinen fünften Titel im Cadre 71/2.

## Modus
Gespielt wurde im Round-Robin-Modus bis 200 Punkte oder 15 Aufnahmen.
Die Endplatzierung ergab sich aus folgenden Kriterien:
1. Matchpunkte
2. Generaldurchschnitt (GD)
3. Bester Einzeldurchschnitt (BED)
4. Höchstserie (HS)

## Teilnehmer (nach Ausgangsklassement)
1. Sven Daske (SCB Langendamm), Titelverteidiger
2. Christian Pöther (ABC Merklinde)

## Turnierverlauf
| Name             | MP  | Pkte | Aufn. | ED    | HS |
| ---------------- | --- | ---- | ----- | ----- | -- |
| 1. Spielrunde    |     |      |       |       |    |
| Sven Daske       | 2:0 | 200  | 9     | 22,22 | 65 |
| Christian Pöther | 0:2 | 170  | 9     | 18,88 | 39 |

| Name             | MP  | Pkte | Aufn. | ED    | HS |
| ---------------- | --- | ---- | ----- | ----- | -- |
| 2. Spielrunde    |     |      |       |       |    |
| Sven Daske       | 2:0 | 200  | 12    | 16,66 | 60 |
| Christian Pöther | 0:2 | 31   | 12    | 2,58  | 15 |

| Name             | MP  | Pkte | Aufn. | ED    | HS |
| ---------------- | --- | ---- | ----- | ----- | -- |
| 3. Spielrunde    |     |      |       |       |    |
| Sven Daske       | 2:0 | 200  | 8     | 25,00 | 59 |
| Christian Pöther | 0:2 | 80   | 8     | 10,00 | 21 |

## Abschlusstabelle
| MP    | Match Points (Sieger = 2; Unentschieden = 1; Verlierer = 0) |
| Pkte. | Erzielte Karambolagen                                       |
| Aufn. | Benötigte Versuche                                          |
| GD    | Generaldurchschnitt                                         |
| BED   | Bester Einzeldurchschnitt eines Spielers                    |
| HS    | Höchstserie                                                 |
|       | Bester GD des Turniers                                      |
|       | Bester ED des Turniers                                      |
|       | Beste HS des Turniers                                       |
|       | 1. Platz (Gold)                                             |
|       | 2. Platz (Silber)                                           |
|       | 3. Platz (Bronze)                                           |

| Klassement                 | Klassement       | Klassement | Klassement | Klassement | Klassement | Klassement | Klassement |
| Platz                      | Name             | MP         | Pkte.      | Aufn.      | GD         | BED        | HS         |
| -------------------------- | ---------------- | ---------- | ---------- | ---------- | ---------- | ---------- | ---------- |
| 1                          | Sven Daske       | 6:0        | 600        | 29         | 20,68      | 25,00      | 65         |
| 2                          | Christian Pöther | 0:6        | 281        | 29         | 9,68       | –          | 39         |
| Turnierdurchschnitt: 15,18 |                  |            |            |            |            |            |            |